# Pljučnica
Pljúčnica (tudi pnevmoníja ali pnevmonítis) je vnetje pljuč, ki v prvi vrsti prizadeva mikroskopske zračne mešičke,  t. i. alveole. Največkrat bolezen povzročajo bakterije ali virusi, včasih drugi mikroorganizmi, določena zdravila in druga stanja, kot na primer avtoimunske bolezni.
Tipični znaki in simptomi so med drugim kašelj, bolečina v prsih, vročina in oteženo dihanje. Diagnostična orodja so med drugim rentgen in kultura izmečka. Za določene vrste pljučnice so na voljo cepiva. Zdravljenje je odvisno od osnovnega vzroka. Pljučnica, za katero se kot povzročitelj domneva bakterije, se zdravi z antibiotiki. Če gre za hudo pljučnico, se prizadeta oseba zdravi v bolnišnici.
Pljučnica prizadene po vsem svetu približno 450 milijonov ljudi na leto, to je sedem odstotkov prebivalstva, in pušča za seboj približno 4 milijone smrtnih žrtev, večinoma v državah v razvoju. Čeprav je William Osler v 19. stoletju pljučnico imel za »oficirja med vojaki s koso«, se je z razvojem antibiotikov in cepiv iz v 20. stoletju raven preživetja izboljšala. Kljub temu pa v državah v razvoju in med zelo starimi, zelo mladimi ter kroničnimi bolniki pljučnica ostaja vodilni vzrok smrti. Pri neozdravljivo bolnih in pri starejših osebah, zlasti kadar so prisotne tudi druge bolezni, je pljučnica pogosto neposredni vzrok smrti. Posebno kadar skrajša z dolgotrajno boleznijo povezano trpljenje, pljučnico zato pogosto imenujejo »prijateljica starih«.

## Znaki in simptomi
| Pogostnost simptomov   | Pogostnost simptomov |   |
| Simptom                | Pogostost            |   |
| ---------------------- | -------------------- | - |
| Kašelj                 | 79–91 %              |   |
| Utrujenost             | 90 %                 |   |
| Vročina                | 71–75 %              |   |
| Zasoplost              | 67–75 %              |   |
| Izmeček                | 60–65 %              |   |
| Bolečine v prsnem košu | 39–49 %              | - |

Ljudje z nalezljivo pljučnico imajo znake, ki so pogosto kašelj z izmečkom, vročina, ki jo spremljajo mrzlice, zasoplost, ob globljem vdihu ostra ali zbadajoča bolečina v prsih in pospešeno dihanje. Pri starejših je lahko zmedenost najpomembnejši znak. Značilni znaki in simptomi pri otrocih, mlajših kot pet let, so vročina, kašelj in hitro ali težko dihanje.
Vročina ni zelo značilna, saj se pojavlja tudi pri številnih drugih pogostnih boleznih; bolniki, ki imajo hudo obliko bolezni, ali pa so podhranjeni ali starejši, vročine lahko da sploh nimajo. Poleg tega je kašelj pri otrocih, mlajših od 2 mesecev, pogosto odsoten. Hujši znaki in simptomi so lahko med drugim pomodrela koža, zmanjšan občutek za žejo, krči, vztrajno bruhanje, skrajne temperature ali zmanjšana stopnja zavesti. 
Pljučnice bakterijskega in virusnega izvora običajno kažejo podobne simptome. Nekateri vzroki so povezani s klasičnimi, toda nespecifičnimi kliničnimi značilnostmi. Pri pljučnici, katere vzrok je Legionella, se lahko pojavijo bolečine v trebuhu, driska, ali zmedenost. Pljučnica, ki jo je povzročil Streptococcus pneumoniae, je povezana z izmečkom rjaste barve, pri pljučnici, ki jo povzroča Klebsiella, pa lahko pride do značilnega krvavega izmečka, ki ga opisujejo tudi kot »ribezov žele«. Krvav izpljunek (hemoptiza) se lahko pojavi tudi pri drugih boleznih, kot je na primer tuberkuloza, gramnegativna pljučnica, in pri pljučnih ognojkih, kot tudi bolj pogosto pri akutnem bronhitisu. Mikoplazemsko pljučnico lahko spremljajo otekanje bezgavk na vratu, boleči sklepi ali okužba srednjega ušesa. Virusna pljučnica se pogosteje kot pa bakterijska pljučnica javlja s piskanjem. Pljučnice so v preteklosti, v prepričanju, da znaki napovedujejo osnovni vzrok, delili na »tipične« in »netipične«, vendar pa dokazi tega razlikovanja več ne podpirajo, zato se več ne poudarja.

## Vzrok
Pljučnica je najpogosteje posledica okužbe z bakterijami ali virusi, manj pogosto z glivami ali zajedavci. Čeprav so dokazali več kot 100 različnih kužnih sevov, so za večino primerov odgovorni le nekateri med njimi. Do mešanih okužb tako z virusi kot z bakterijami pride pri 45 % okužb pri otrocih in pri 15 % okužb pri odraslih. Povzročitelja kljub skrbnemu testiranju ni mogoče določiti v približno polovici primerov.
Izraz pljučnica se včasih splošneje uporablja za katero koli obolenje, ki je posledica vnetja pljuč (ki ga povzročijo na primer avtoimunske bolezni, kemične opekline ali učinkovanje zdravila); za te vrste vnetja je primernejše ime pnevmonitis. 
Pogoji in dejavniki tveganja, ki zvišujejo nagnjenost k pljučnici, so med drugim kajenje, imunska pomanjkljivost, alkoholizem, kronična obstruktivna pljučna bolezen, astma, kronična ledvična bolezen in bolezni jeter. Jemanje zdravil, ki zmanjšujejo želodčno kislino – kot so zaviralci protonske črpalke ali zaviralci H2 –, je povezano s povečanim tveganjem za pljučnico. Tveganje se tudi poveča v starosti.

### Bakterije
Bakterije so najpogostejši vzrok za pljučnice, do katerih pride izven bolnišnic. Bakterijo Streptococcus pneumoniae so izolirali v skoraj 50 % primerov.  Pogosto ugotovljeni bakterijski povzročitelji so tudi Haemophilus influenzae v 20 %, Chlamydophila pneumoniae v 13 % in Mycoplasma pneumoniae v 3 % primerov; dalje Staphylococcus aureus; Moraxella catarrhalis, Legionella pneumophila in gramnegativni bacili. Vse pogostejše so številne na zdravila odporne različice navedenih povzročiteljev, vključno z na zdravila odpornim Streptococcus pneumoniae (DRSP - Drug Resistant Streptococcus pneumoniae) in na meticilin odpornim Staphylococcus aureus (MRSA).
Organizmi se laže širijo, če so prisotni dejavniki tveganja. Alkoholizem je povezan s Streptococcus pneumoniae, anaerobnimi organizmi in Mycobacterium tuberculosis ; kajenje pospešuje učinke pri bakterijah Streptococcus pneumoniae, Haemophilus influenzae, Moraxella catarrhalis in Legionella pneumophila. Izpostavljenost pticam je povezana z okužbo s Chlamydia psittaci, izpostavljenost domačim živalim s Coxiella burnetti; vdihavanje želodčne vsebine z anaerobnimi organizmi in cistična fibroza s Pseudomonas aeruginosa in Staphylococcus aureus. Streptococcus pneumoniae je pogostejši v zimskem času; nanj se sumi pri osebah, ki v velikih količinah vdihavajo anaerobne organizme.

### Virusi
Pri odraslih so virusi vzrok za eno tretjino,  pri otrocih pa za približno 15 % primerov pljučnice. Pogosto vpleteni povzročitelji so med drugim rinovirusi, koronavirusi, virus gripe, respiratorni sincicijski virus (RSV), adenovirus in parainfluenca. Herpes simplex virus redko povzroča pljučnico, razen v skupinah kot so: novorojenčki, osebe z rakom, prejemniki presajenih organov in ljudje z obsežnimi opeklinami. Osebe, ki so jim presadili organ ali ki so na kak drug način imunsko oslabeli, so podvrženi citomegalovirusni pljučnici.  Z virusom inficirani se lahko drugotno okužijo z bakterijami Streptococcus pneumoniae, Staphylococcus aureus ali Haemophilus influenzae, še posebej v prisotnosti drugih zdravstvenih težav. V različnih letnih časih prevladujejo različni virusi; v sezoni gripe lahko na primer gripa predstavlja več kot polovico vseh virusnih pljučnic. Občasno lahko pride do epidemij drugih virusov, kot so hantavirusi in koronavirusi.

### Glive
Glivna pljučnica se pojavlja redko, pogosteje pri posameznikih z oslabljenim imunskim sistemom zaradi aidsa, imunosupresivov ali drugih zdravstvenih težav.  Najpogosteje so vzrok Histoplasma capsulatum, Blastomyces, Cryptococcus neoformans, Pneumocystis jiroveci in Coccidioides immitis. Histoplazmoza je najpogostejša v porečju Misisipija, kokcidioidomikoza pa na jugozahodu ZDA. Od druge polovice 20. stoletja dalje zaradi vse pogostejših potovanj in zaradi večje pogostnosti imunosupresije v populaciji število primerov raste.

### Zajedavci
Pljuča lahko okužijo številni zajedavci, med drugim Toxoplasma gondii, Strongyloides stercoralis, Ascaris lumbricoides in Plasmodium malariae. Ti organizmi običajno pridejo v telo z neposrednim stikom prek kože, z zaužitjem ali prek žuželke. Večina zajedavcev – izjema je Paragonimus westermani – primarno ne prizadenejo pljuč, temveč nanje vplivajo v drugi vrsti, poleg svojih glavnih ciljev. Nekateri paraziti, zlasti iz rodov Ascaris in Strongyloides, povzročajo močno eozinofilno reakcijo, katere posledica je lahko eozinofilna pljučnica. Pri drugih okužbah, kot je recimo malarija, so pljuča prizadeta predvsem zaradi sistemskega vnetja, ki ga inducirajo citokini. V razvitem svetu so te okužbe najpogostejše pri povratnikih s potovanj ali med priseljenci. V svetovnem merilu so te vrste okužbe najbolj pogoste pri ljudeh z imunsko pomanjkljivostjo.

### Idiopatska pljučnica
Idiopatska intersticijska pljučnica ali nevnetna pljučnica spada v razred difuznih pljučnih obolenj. To so med drugim difuzna alveolarna okvara, organizirajoča pljučnica, nespecifična intersticijska pljučnica, limfocitna intersticijska pljučnica, deskvamativna intersticijska pljučnica, respiratorni bronhiolitis in navadna intersticijska pljučnica.

## Mehanizmi
Pljučnica se pogosto začenja kot okužba zgornjega dihalnega trakta, ki se pomika v spodnji del dihal. 

### Virusi
Virusi lahko pridejo v pljuča po različnih poteh. Respiratorni sincicijski virus zaide v telo, ker se ljudje dotikajo onesnaženih predmetov, nato pa svojih oči ali nosa. Do infekcij z virusom pride tudi prek kontaminiranih kapljic v zraku, ki se vdihavajo skozi usta ali nos. Ko so enkrat v zgornjih dihalih, lahko virusi najdejo svojo pot v pljuča, kjer se lotijo celic v prevleki dihalnih poti, alveol, ali pljučnega parenhima. Nekateri virusi, kot sta virus ošpic in herpes simplex, lahko pridejo v pljuča preko krvi. Invazija v pljuča lahko povzroči različno resne stopnje celične smrti. Ko se imunski sistem odzove na okužbo, lahko pride do dodatne okvare pljuč. Predvsem bele krvničke, v glavnem enojedrne celice povzročajo vnetje. Poleg škode na pljučih mnogi virusi hkrati vplivajo na druge organe in s tem motijo druge funkcije telesa. Virusi tudi lahko povzročijo, da je telo dovzetnejše za bakterijske okužbe; na ta način lahko pride do bakterijske pljučnice kot so-obolenja.

### Bakterije
Večina bakterij pride v pljuča preko drobne aspiracije organizmov, ki bivajo v grlu ali nosu. Pri polovici normalnih ljudi prihaja med spanjem do tovrstnega vdihavanja. Grlo vedno vsebuje bakterije, vendar vrste, ki so lahko da nalezljive, v njem bivajo samo v določenih obdobjih in pod določenimi pogoji. Manjši del bakterijskih vrst, kot sta Mycobacterium tuberculosis in Legionella pneumophila, pride v pljuča preko kontaminiranih kapljic v zraku. Bakterije se lahko širijo tudi preko krvi. Ko so enkrat v pljučih, bakterije lahko zasedejo prostore med celicami in med alveoli, kjer jih makrofagi in nevtrofilci (obrambne bele krvničke) skušajo onemogočiti.  Nevtrofilci tudi sproščajo citokine, ki sprožijo splošno aktivacijo imunskega sistema. To vodi do povišane telesne temperature, tresavic in utrujenosti, ki so običajni znaki bakterijske pljučnice. Nevtrofilci, bakterije in tekočine iz okoljnih krvnih žil napolnijo alveole, kar se jasno odraža na rentgenskih slikah prsnega koša.

## Diagnoza
Diagnoza pljučnice je običajno postavljena na temelju telesnih znakov in rentgenske slike prsnega koša. Vzrok pa je težko potrditi, ker poskusa, ki bi enolično dokazal, da gre za bakterije, še ni na voljo. Svetovna zdravstvena organizacija je opredelila za pljučnico pri otrocih klinične znake, ki so ali kašelj ali oteženo in hitro dihanje, stiska v prsnem košu, ali zmanjšana stopnja zavesti. Hitro dihanje pomeni več kot 60 vdihov na minuto pri otrocih pod dvema mescema starosti, 50 vdihov na minuto pri otrocih med dvema mescema in enim letom, ter več kot 40 vdihov na minuto pri otrocih od enega do pet let. Pri otrocih sta povečana hitrost dihanja in stisnjen spodnji del prsi bolj jasen znak, kot pa preverjanje s stetoskopom.
Na splošno pri odraslih v blagih primerih preiskave niso potrebne. Pljučnica je zelo malo verjetna, če so vitalni znaki normalni in avskultacija prsi ne kaže posebnosti. Pri osebah, ki potrebujejo bolnišnično zdravljenje, se priporoča pulzna oksimetrija, radiografija prsnega koša in preizkus krvi – popolno štetje krvnih teles, serumski elektroliti, C-reaktivni proteini in morebiti preizkus delovanja jeter.. Diagnoza za gripi podobno bolezen se lahko sklene na podlagi znakov in simptomov; vendar pa je za potrditev influence potrebno testiranje. Tako zdravljenje pogosto temelji na dokazani prisotnosti influence v okolju pacienta ali na hitrem testu na gripo.

### Fizični pregled
Fizični pregled lahko včasih odkrije nizek krvni tlak, visok srčni utrip, ali nizko nasičenost s kisikom. Hitrost dihanja je lahko da nad normalo, do zvišanja lahko pride dan ali dva pred drugimi znaki. Pri pregledu je lahko da prsni koš videti normalen, vendar je lahko da videti skrčenje koša na prizadeti strani. Ostri zvoki iz večjih dihalnih poti, do katerih pride zaradi vnetja pljuč, tako imenovano bronhialno dihanje, je mogoče zaznati ob avskultaciji s stetoskopom. Na prizadetem območju je slišati med vdihom hropeče zvoke.  Perkusija je lahko da slišati topo na prizadetih delih pljuč; povečana, ne pa znižana zvočna resonanca razlikuje pljučnico od plevralnega izliva.

### Slikanje
Rentgenska slika prsnega koša je pogosten diagnostičen pripomoček. Pri ljudeh z blago obliko bolezni je slikanje nujno le pri primerih, kjer lahko pride do zapletov, kjer z zdravljenjem ne pride do izboljšanja, ali kjer vzrok za obolenje ni jasen.  Če je oseba tako bolna, da potrebuje hospitalizacijo, se priporoča rentgensko slikanje prsnega koša. Ugotovitve ne ustrezajo vedno resnosti bolezni in ne morejo zanesljivo razločiti med bakterijskimi in virusnimi okužbami.
Rentgenske slike pljučnice se lahko razvrstijo kot lobarna pljučnica, bronhopnevmonija (znana tudi kot lobularna pljučnica), in intersticijska pljučnica. Pljučnica, katere vzrok so bakterije iz domačega okolja, klasično kaže zdruznjenje pljuč v enem od pljučnih režnjev; znana je pod imenom lobarna pljučnica. Vendar pa se izvidi med seboj lahko razlikujejo in drugi vzorci so pri drugih vrstah pljučnice pogosti. Aspiracijska pljučnica lahko kaže bilateralna motna mesta predvsem v temeljih pljuč in na desni strani. Rentgenski posnetki virusne pljučnice so lahko videti normalni, lahko so napihnjeni, s krpastimi območji bilateralno, ali pa kažejo sliko, ki je podobna bakterijski pljučnici z lobarno konsolidacijo. Radiološki znaki v zgodnjih fazah bolezni lahko da niso prisotni, zlasti v prisotnosti dehidracije, ali pa jih je težko interpretirati, če gre za debelo osebo ali bolnika z anamnezo bolezni pljuč. CT skeniranje lahko v nejasnih primerih nudi dodatne informacije.

### Mikrobiologija
Ugotavljati povzročitelja pri bolnikih, ki se zdravijo v domačem okolju, stroškovno ni učinkovito in običajno na potek zdravljenja ne vpliva.  Za ljudi, ki se ne odzivajo na zdravljenje, je treba vzeti v obzir kulturo izpljunka; pri osebah s kroničnim produktivnim kašljem je treba opraviti kulturo za Mycobacterium tuberculosis. Testiranje za druge konkretne organizme iz razlogov javnega zdravja priporočajo ob epidemijah. Pri bolnikih, ki so zaradi hude oblike bolezni pripeljani v bolnišnico, se poleg kulture izpljunka tudi svetuje kulturo krvi, ter testiranje urina na antigene za Legionello in Streptococcus. Virusne okužbe se lahko potrdijo z dokazom prisotnosti virusa ali njegovih antigenov v kulturi ali z verižno reakcijo s polimerazo (PCR); obstajajo tudi druge metode. Povzročitelj se z rutinskimi mikrobiološkimi testi določi le v 15 % primerov.

### Razvrstitev
Pnevmonitis pomeni vnetje pljuč; pod pljučnico se običajno razume pnevmonitis, ki ga povzroča okužba. Včasih gre za nenalezljivo obliko, ki ima kot dodatno značilnost pljučno konsolidacijo. Pljučnica se najpogosteje razvršča po tem, kje in kako je do nje prišlo: ali v domačem okolju, ali prek vdihovanja, ali v okviru zdravstvenih storitev, ali v bolnišnici, ali pa prek prezračevalnih naprav. Lahko se tudi razvršča glede na prizadeto območje pljuč: lobarna pljučnica, bronhialna pljučnica in akutna intersticijska pljučnica, ali pa glede na povzročitelja. Pljučnica se pri otrocih lahko dodatno razporedi na podlagi znakov in simptomov v ne-hudo, hudo ali zelo hudo.

#### Bolnišnična pljučnica
Bolnišnična pljučnica (oziroma v bolnišnici pridobljena pljučnica) je vsaka pljučnica, ki se razvije vsaj 48 ur po sprejemu v bolnišnico. Spada med najpogostejše bolnišnične okužbe. Nasplošno je najpomembnejši povzročitelj Pseudomonas aeruginosa, ki je zlasti pogost pri bolnikih na oddelkih intenzivne nege, bolnikih s cistično fibrozo, nevtropenijo, napredovalim Aidsom in bronhiektazijo. Drugi pomembni povzročitelji so še enterične gramnegativne bakterije (npr. Enterobacter sp., Klebsiella pneumoniae, Acinetobacter spp., Escherichia coli, Serratia marcescens, Proteus sp., Acinetobacter sp.) ter Staphylococcus aureus (tako občutljivi sevi na meticilin kot odporni proti njemu).
Bolnišnična pljučnica predstavlja 10–15 % vseh bolnišnično pridobljenih okužb. Njena pogostost se giblje med 5–10/1000 hospitalizacij in se razlikuje med posameznimi bolnišničnimi oddelki. Najbolj pogosta (12–29 %) je na enotah intenzivnega zdravljenja, kjer so oskrbovani bolniki z najhujšimi spremljajočimi boleznimi, ki potrebujejo tudi umetno
respiratorno podporo. Bolnišnična pljučnica ima večjo prevalenco v univerzitetnih bolnišnicah. Smrtnost bolnišnične pljučnice je med bolnišničnimi okužbami najvišja. Celokupna smrtnost bolnikov z bolnišnično pljučnico znaša 70 %, vendar vsi smrtni primeri niso neposredna posledica okužbe. Za bolnišnično pljučnico namreč navadno zbolijo
že tako življenjsko ogroženi bolniki. Zato so uvedli pojem pripisljive smrtnosti, ki pove, kolikšen je delež smrti zaradi bolnišnične pljučnice, do katere ne bi prišlo v odsotnosti te okužbe. Ocenjujejo, da je 33–50 % smrtnih
primerov, obolelih za bolnišnično pljučnico, neposredna posledica okužbe.

#### Zunajbolnišnična pljučnica
Zunajbolnišnična pljučnica je pljučnica, za katero zboli odrasla oseba v domačem ali drugem okolju zunaj bolnišnice ali do 48 ur po sprejemu v bolnišnico. Taka oseba nima poznane motnje imunske obrambe proti okužbi in ne razlogov za priložnostno okužbo. Povzročitelj je v 40–68 % primerov Streptococcus pneumoniae, v 5–10 % primerov Haemophilus influenzae, manj pogosto pa Mycoplasma pneumoniae, virusi, legionele, Chlaspremydophila pneumoniae, aerobni, po Gramu negativni bacili, Staphylococcus aureus in proti meticilinu odporni S. aureus domačega okolja. Pri do 25 % primerov ostane etiologija nepojasnjena.
Z zdravstvom povezana zunajbolnišnična pljučnica nastane pri bolnikih, ki so bili v zadnjih 90 dneh dva
ali več dni hospitalizirani v akutnih bolnišnicah, so bili nato nameščeni v nebolnišničnih negovalnih ustanovah ali rehabilitacijskih centrih, so na parenteralnem zdravljenju doma ali ambulantno, so na hemodializi ali zdravijo se zaradi kroničnih ran. Pri vseh teh obstaja večja verjetnost za okužbo s povzročitelji, odpornimi proti antibiotikom. Povzročitelji so proti penicilinu odporni S. pneumoniae, proti meticilinu odporni S. aureus, Pseudomonas aeruginosa, Klebsiella pneumoniae, Acinetobacter spp., Escherichia coli, legionele in anaerobi.
Zunajbolnišnična pljučnica je pogosta akutna infekcijska bolezen. Po orientacijskih podatkih se v slovenskih bolnišnicah letno zdravi okoli 2500–3000 bolnikov z zunajbolnišnično pljučnico. To je približno 20 % vseh pljučnic, kar je enak delež kot v drugih državah. Pljučnica je pomemben vzrok smrti, saj je smrtnost v bolnišnici zdravljenih bolnikov s pljučnico okrog 10 %, bolnikov s pridruženimi kroničnimi boleznimi in starostnikov pa znatno višja.

### Tipične in atipične pljučnice
Glede na izraženost simptomov in znakov, ki naj bi napovedovali povzročitelja, so pljučnice nekoč delili na tipične in atipične, vendar pa dokazi niso podprli te delitve.
Atipična pljučnica je klinično neznačilna pljučnica, ki jo najpogosteje povzročijo mikoplazme vrste Mycoplasma pneumoniae in tudi drugi mikroorganizmi kot npr. Chlamydia pneumoniae, Chlamydia psittaci, Legionella pneumophila, Coxiella burnetii, respiratorni sincicijski virus, virusi influence, adenovirusi, virus noric, coxsackievirusi, virus herpesa simpleksa, citomegalovirus, virus Hantaan in koronavirusi. Pri tipični pljučnici gre za značilno klinično sliko z nenadnim nastopom, visoko vročino, produktivnim kašljem, bolečino v prsih, levkocitozo ... Barvanje po Gramu je pozitivno na bakterijskega povzročitelja. Pogosti povzročitelji so Streptococcus pneumoniae, S. pyogenes in H. influenzae.

### Diferencialna diagnoza
Številni bolezni lahko kažejo pljučnici podobne znake in simptome: kronična obstruktivna pljučna bolezen (COPD), astma, pljučni edem, bronhiektazija, pljučni rak in pljučna embolija. Drugače kot pri pljučnici astmo in KOPB običajno spremlja sopenje, pljučni edem kaže nenormalen elektrokardiogram, znak za raka in bronhiektazijo je dolgotrajno kašljanje, pljučna embolija pa se javi z akutnim izbruhom ostre bolečine v prsih in zasoplostjo.

## Preprečevanje
Preprečevanje vključuje med drugim cepljenje, okoljske ukrepe in ustrezno zdravljenje drugih zdravstvenih težav. Verjetno je, da bi bilo mogoče smrtnost med otroki zmanjšati za 400.000, če bi se globalno uvedli ustrezni zaščitni ukrepi. Če bi bilo po vsem svetu na voljo ustrezno zdravljenje, bi lahko zmanjšali število smrti med otroci za nadaljnjih 600.000.

### Cepljenje
Cepljenje varuje pred nekaterimi pljučnicami bakterijskega in virusnega izvora, tako pri otrocih kot pri odraslih. Cepivo proti gripi je omejeno učinkovito proti virusom gripe A in B. Center za nadzor in preprečevanje bolezni (CDC) priporoča letno cepljenje vsem osebam, starim najmanj 6 mescev. Imunizacija zdravstvenega osebja zmanjša tveganje za virusne pljučnice med njihovimi pacienti.
Za cepljenje proti Haemophilus influenzae in Streptococcus pneumoniae obstajajo dobri dokazi v podporo za uporabo cepiva. Cepljenje otrok proti Streptococcus pneumoniae je znižalo pogostnost teh okužb pri odraslih, saj se odrasli pogosto okužijo pri otrocih. Cepivo za Streptococcus pneumoniae je na voljo za odrasle; dokazano je, da zmanjša tveganje za invazivno pnevmokokno bolezen. Druga cepiva, ki dokazano ščitijo pred pljučnico, so med drugim cepiva proti oslovskemu kašlju, noricam in ošpicam.

### Zdravila
Ko pride do izbruhov gripe, lahko zdravila, kot sta amantadin ali rimantadin, pomagajo preprečiti obolenje, vendar so povezana tudi z neželenimi učinki. Zanamivir in oseltamivir zmanjšata tveganje za pojav simptomov pri posameznikih, izpostavljenih virusu gripe, vendar je pred uporabo treba pretehtati tudi tveganje za neželene učinke.

### Drugo
Priporoča se prenehanje kajenja in zmanjšanje onesnaževanja zraka v bivalnih prostorih, do katerega prihaja na primer zaradi kurjenja z lesom.  Zdi se, da je kajenje največji posamezni dejavnik tveganja za pnevmokokne pljučnice pri drugače zdravih odraslih ljudeh. Čiste roke in kašljanje v rokav sta lahko tudi učinkovita zaščitna ukrepa. Nošnja kirurške maske lahko preprečuje prenos bolezni.
Ustrezno zdravljenje osnovne bolezni (npr. HIV / AIDS, sladkorna bolezen in nedohranjenost), lahko zmanjša tveganje za pljučnico.   Pri otrocih pod 6 mesecev starosti, ekskluzivno dojenje zmanjšuje tako tveganje, kot tudi resnost bolezni. Pri ljudeh s HIV / AIDS, katerih število celic CD4 je pod 200 celic/uL antibiotik trimetoprim/sulfametoksazol zmanjša tveganje za Pneumocystis pneumonia in lahko da pomaga preprečiti obolenje pri imunokomprimitiranih osebah, ki nimajo HIV.
Testiranje nosečnic na B Streptococcus in Chlamydia trachomatis in po potrebi jemanje antibiotikov zmanjšuje verjetnost pljučnice pri dojenčkih;  preventivni ukrepi za prenos virusa HIV z matere na otroka so lahko tudi učinkoviti. Za odsesavanje ust in grla dojenčkov s plodovnico, obarvano z mekonijo, ni bilo ugotovljeno, da bi zmanjšalo verjetnost za aspiracijsko pljučnico; postopek lahko povzroči morebitno škodo, tako da se v večini primerov tega postopka ne priporoča. Pri šibkih starejših osebah dobra oralna higiena lahko zniža tveganje za aspiracijsko pljučnico. Dodajanje cinka pri otrocih, starih od 2 mesecev do pet let, se zdi da zmanjšanje verjetnost za pljučnico.

## Obvladovanje
| CURB-65                    | CURB-65 |
| Simptom                    | Točke   |
| -------------------------- | ------- |
| Confusion − zmedenost      | 1       |
| Urea (sečnina) > 7 mmol/l  | 1       |
| Respiratorni nivo > 30     | 1       |
| SBP < 90mmHg, DBP < 60mmHg | 1       |
| Starost ≥ 65               | 1       |

Peroralni antibiotiki, počitek, enostavni analgetiki in tekočine za popolno ozdravljenje zadoščajo. Prizadeti z drugimi zdravstvenimi stanji, starejši ljudje, ali ljudje z občutno obteženim dihanjem potrebujejo naprednejše vrste nege. Če se simptomi poslabšajo, če se z zdravljenjem na domu pljučnica ne izboljša, ali pa če pride do zapletov, je lahko potrebna hospitalizacija. Po vsem svetu, približno 7-13 % primerov med otroci zahteva zdravljenje v bolnišnici, v razvitem svetu pa med 22 in 42 % odraslih, ki so zboleli v domačem okolju, potrebuje zdravljenje v bolnišnici.  Točkovanje po CURB-65 je koristno pri odločanju, ali je odraslo osebo treba hospitalizirati. Če je rezultat točkovanja 0 ali 1, se ljudje običajno zdravijo doma; pri 2 je potrebno kratko bivanje v bolnišnici ali pa skrbnejše spremljanje; pri točkah 3–5 se priporoča hospitalizacija. Otroke z dihalno stisko ali zasičenostjo s kisikom pod 90 % je treba poslati v bolnišnico. Koliko je pljučna fizioterapija pri pljučnici koristna, še ni jasno. Neinvazivna ventilacija je lahko koristna za paciente v enoti za intenzivno nego. Za zdravila proti kašlju v prosti prodaji se ve, da ne učinkujejo, prav tako nekoristen je cink pri otrocih. Za mukolitike ni dovolj dokazov na voljo.

### Bakterije
Antibiotiki pri primerih bakterijske pljučnice izboljšajo izid. Izbira antibiotika je sprva odvisna od značilnosti prizadete osebe, kot so starost, zdravstveno ozadje in mesto okužbe. V Veliki Britaniji priporočajo pri izvenbolnišnično pridobljenih pljučnicah kot prvi korak empirično zdravljenje z amoksicilinom, alternativno z doksiciklinom ali klaritromicinom. V Severni Ameriki, kjer so "netipične" oblike izvenbolnišnično pridobljene pljučnice pogostejše, so makrolidi (kot sta azitromicin ali eritromicin) in doksiciklin zamenjali amoksicilin kot prvi korak pri ambulantnem zdravljenju odraslih.  Pri otrocih z lažjimi ali zmernimi simptomi je amoksicilin še dalje prva izbira. Uporaba fluorokinolonov v nezapletenih primerih se – glede na to, da kake večje klinične koristi od njih ni – zaradi nevarnosti stranskih učinkov in tveganja odpornosti pri bakterijah odsvetuje.  Zdravljenje običajno traja sedem do deset dni, vendar postaja jasno, da so krajša zdravljenja (od tri do pet dni) podobno učinkovita. Za bolnišnično pridobljeno pljučnico se priporočajo antibiotiki tretje in četrte generacije – cefalosporini, karbapenemi, fluorokinoloni, aminoglikozidi in vankomicin. Ti antibiotiki se pogosto dajejo intravensko in v kombinaciji. Pri bolnikih, ki se zdravijo v bolnišnici, znaša izboljšanje z začetnimi antibiotiki več kot 90 %.

### Virusi
Inhibitorji nevraminidaze, se lahko uporabljajo za zdravljenje virusne pljučnice, ki jo povzročajo virusi influence (gripa A in gripa B). Za druge povzročitelje izven bolnice pridobljene virusne pljučnice, kot so SARS koronavirus, adenovirus, hantavirus in virus parainfluence ni konkretnih priporočil za protivirusna zdravila. Gripo A se lahko zdravi z rimantadinom ali amantadinom, gripo A ali B pa z oseltamivirom, zanamivirom ali peramivirom. Zdravila so najbolj učinkovita, če se z njimi začne najkasneje v 48 urah po nastopu simptomov. Za številne seve H5N1 influence A, poznane tudi kot ptičja influenca ali "ptičja gripa", so ugotovili, da so odporni proti rimantadinu in amantadinu. Nekateri strokovnjaki uporabo antibiotikov pri virusni pljučnici priporočajo, saj je zaplet z bakterijsko okužbo nemogoče izključiti. Britansko torakalno združenje priporoča, da osebam z blago boleznijo antibiotikov ne daje. Uporaba kortikosteroidov je sporna.

### Vdihavanje
Na splošno se aspiracijski pnevmonitis obravnava konservativno z antibiotiki, indiciranimi samo za aspiracijsko pljučnico. Izbira antibiotika je odvisna od več dejavnikov, tako recimo od osumljenega povzročitelja in od tega, ali je do pljučnice prišlo izven bolnišnice ali v bolnišničnem okolju. Običajne možnosti so med drugim klindamicin, kombinacija betalaktamskega antibiotika in metronidazola, ali aminoglikozid. Kortikosteroidi se včasih uporabljajo pri aspiracijski pljučnici, vendar je malo dokazov za njihovo učinkovitost.

## Napoved
Z zdravljenjem se bo večina vrst bakterijske pljučnice stabilizirala v 3–6 dneh. Pogosto traja nekaj tednov, da večina simptomi izgine. Rentgenska slika se običajno razjasni v štirih tednih in smrtnost je nizka (pod 1 %). Pri starejših osebah ali pri ljudeh z drugimi pljučnimi problemi lahko okrevanje traja več kot 12 tednov.  Pri osebah, ki potrebujejo hospitalizacijo, lahko umrljivost znaša do 10 %, pri obolelih, ki zahtevajo intenzivno nego, pa lahko doseže 30–50 %. Pljučnica je med bolnišničnimi okužbami najpogostejši vzrok smrti. Pred pojavom antibiotikov je smrtnost pri v bolnišnico sprejetih bolnikih tipično znašala 30 %.
Zapleti se lahko pojavijo zlasti pri starejših osebah in pri bolnikih z drugimi zdravstvenimi problemi. Pri tem gre lahko med drugim za empiem, pljučni abces, bronhiolitis obliterans, sindrom akutne respiratorne stiske, sepso, in poslabšanje drugih problemov z zdravjem.

### Klinična napovedna pravila
Klinična napovedna pravila so razvili z namenom, bolj objektivno napovedati izide pljučnice. Ta pravila se pogosto uporabljajo pri odločanju o tem, ali osebo hospitalizirati ali ne.
- Kazalec resnosti pljučnice (ali PSI skor)[16]
- Curb-65 točkovanje, ki upošteva resnost simptomov, obstoječa obolenja in starost[80]

### Plevralni izliv, empiem in ognojek
Pri pljučnici lahko pride do zbiranja tekočine v prostoru, ki obdaja pljuča. Včasih lahko mikroorganizmi to tekočino okužijo, ki povzroči empiem. Da se empiem razloči od bolj običajnega parapneumonskega izliva, se lahko vzorec tekočine vzame z iglo (toracenteza), in pregleda. Če se ugotovi, da gre za empiem, je potrebna popolna drenaža tekočine, pogosto je za to potreben drenažni kateter. V hujših primerih empiema, je lahko potreben kirurški poseg (luščenje). Če okužena tekočina ne odteka, lahko okužba dalje vztraja, saj antibiotiki ne prodirajo dobro v plevralno votlino. Če je tekočina sterilna, je drenaža potrebna le, če povzroča simptome, ali če vzrok ni jasen.
V redkih primerih, bodo bakterije v pljučih ustvarile žep okužene tekočine, ki se imenuje pljučni ognojek (absces). Pljučni ognojki so običajno na rentgenski sliki prsnega koša vidni, vendar je za potrditev diagnoze pogosto potreben CT prsnega koša. Ognojki se običajno pojavijo pri aspiracijski pljučnici, pogosto vsebujejo več vrst bakterij. Dolgoročni antibiotiki so običajno primerni za zdravljenje pljučnega ognojka, ampak včasih mora ognojek izsušiti kirurg ali radiolog.

### Odpoved dihal in obtočil
Pljučnica lahko sproži sindrom akutne respiratorne stiske (ARDS), ki je posledica kombinacije okužbe in vnetnega odziva, kar vodi lahko do odpovedi dihal.  Pljuča se hitro napolnijo s tekočino in otrdijo.  Zaradi te otrdelosti in vzporednih resnih težav pri zajemanju kisika zaradi alveolarne tekočine, je lahko da za preživetje potrebno daljše obdobje mehanskega ozračevanja.
Sepsa je možni zaplet pri pljučnici, pojavlja pa se običajno pri ljudeh z oslabljeno imunostjo ali hiposplenizmom.  Najpogosteje vpleteni organizmi so Streptococcus pneumoniae, Haemophilus influenzae in Klebsiella pneumoniae. Premisliti je vredno tudi o drugih možnih vzrokih za simptome, kot je na primer lahko srčnomišični infarkt ali pljučna embolija.

## Epidemiologija
| ni podatkov <700 700–775 775–850 850–925 925–1000 1000–1075 | 1075–1150 1150–1225 1225–1300 1300–1375 1375–1450 >1450 |

Pljučnica je pogosta bolezen, za katero po svetu oboli letno okoli 450 milijonov ljudi; pojavlja se v vseh delih sveta. Predstavlja pomemben vzrok smrti med vsemi starostnimi skupinami; gre za 4 milijone smrtnih žrtev letno (7% vseh smrti na svetu). Pogostnost je največja pri otrocih pod pet let in pri odraslih nad 75 let. Okoli petkrat večja je v svetu v razvoju kot v razvitem svetu. Virusna pljučnica je odgovorna za okoli 200 milijonov primerov. V Združenih državah Amerike je leta 2009 pljučnica bila na osmem mestu med vzroki smrti.

### Otroci
V letu 2008 je za pljučnico zbolelo okoli 156 milijonov otrok (151 milijonov v državah v razvoju in 5 milijonov v razvitem svetu). V letu 2010 se je končala v 1,3 milijonov primerov s smrtjo, to pomeni 18 % vseh smrti pri otrocih pod pet let, od tega jih je bilo 95 % v državah v razvoju.  Države z največjim bremenom bolezni so med drugimi Indija (43 milijonov), Kitajska (21 milijonov) in Pakistan (10 milijonov). Med otroci v državah z nizkimi dohodki predstavlja vodilni vzrok smrti. Mnoge od teh smrti prizadenejo novorojenčke. Svetovna zdravstvena organizacija ocenjuje, da je pljučnica vzrok za eno od treh smrti pri novorojenčkih. Približno polovica teh smrti je mogoče preprečiti, ker gre za bakterijskega povzročitelja, proti kateremu je na voljo učinkovito cepivo. Leta 2011 je v ZDA pljučnica bila najpogostejši razlog za sprejem v bolnišnico po obisku na urgenci za dojenčke in otroke.

## Zgodovina
Pljučnica je bila pogosta bolezen v vsej človeški zgodovini. Simptome je opisal že Hipokrat (c. 460–370 pr. n št.): "Peripnevmonia in pljučna obolenja kažejo naslednje znake: če je vročina akutna in če obstaja bolečina na eni od strani ali na obeh, in če je prisoten izpljunek ali kašelj, in če so izpljunki rumene ali modrikaste barve, in tenki ali penjeni ...ali kako drugače neobičajen ... Ko je pljučnica na vrhuncu, je primer brezupen, če se mu ne sčisti, in slabo je, če bolnik težko diha in ima vodo, ki je redka in ki zaudarja, in če se poti okoli vratu in glave, kajti takšen pot je slab, ker je posledica dušenja, hropenja in nasilja bolezni, ki prevladuje." Vendar pa Hipokrat je pljučnico imel za bolezen ", ki so jo imenovala starodavna izobražena ljudstva." Poročal je tudi o rezultatih kirurške drenaže empiemov. Maimonides (1135-1204 AD) je navedel naslednja opažanja: "Osnovni simptomi, ki se pojavljajo pri pljučnici in ki nikoli ne manjkajo, so: akutna povišana telesna temperatura, vztrajna plevritična bolečina na strani, kratki hitri vdihi, nazobljen pulz in kašelj. " Ta klinični opis precej spominja na navedbe v sodobnih učbenikih in kaže raven medicinskega znanja vse od srednjega veka do 19. stoletja.
Edwin Klebs je leta 1875 kot prvi opazil bakterije v dihalnih poteh oseb, ki so umrle zaradi pljučnice. Začetno delo, ki je ugotovilo dva običajna bakterijska povzročitelja, Streptococcus pneumoniae in Klebsiella pneumoniae, sta opravila Carl Friedländer in Albert Fränkel leta 1882 oziroma 1884. Friedlander je razvil Gram barvilo, to je temeljni laboratorijski test, ki se še danes uporablja za prepoznavo in razvrstitev bakterij. Članek Christiana Grama iz leta 1884 opisuje postopek, ki je omogočil razločiti med dvema vrstama bakterij in pri tem dokazal, da pljučnico lahko povzroča več mikroorganizmov.
Sir William Osler, znan kot »oče moderne medicine«, se je zavedal smrti in invalidnosti zaradi pljučnice, in jo je leta 1918, ko je prehitela tuberkulozo kot enega od glavnih vzrokov smrti tistih dni, imenoval »oficirja med vojaki s koso«. Ta izraz je bil prvi uporabil John Bunyan v zvezi s tuberkulozo. Osler je opisal pljučnico tudi kot »prijatelja starih ljudi«, saj je pogosto pomenila hitro in nebolečo smrt, namesto mnogih drugih, veliko počasnejših in bolj bolečih poti na oni svet.
Številni novi razvoji so na začetku 19. stoletja izboljšali izid za bolnike s pljučnico. Z odkritjem penicilina in drugih antibiotikov, s sodobnimi kirurškimi tehnikami in intenzivno nego je v 20. stoletju zaradi pljučnice smrtnost v razvitem svetu strmo padla z začetnih 30 %. Leta 1988 se je začelo s cepljenjem otrok proti Haemophilus influenzae tipa B, kar je povzročilo zelo hitro dramatičen upad v številu obolenj. S cepljenjem proti bakteriji Streptococcus pneumoniae se je pri odraslih začelo leta 1977 in pri otrocih leta 2000, posledica je bil podoben upad v obolevnosti.

## Družba in kultura

### Ozaveščenost
Zaradi velikega bremena, ki ga bolezen predstavlja za države v razvoju, in zaradi razmeroma nizke ozaveščenosti o bolezni v razvitih državah je svetovna zdravstvena skupnost razglasila 12. november za svetovni dan pljučnice, dan, ko se zavedni državljani in politični delavci osredotočijo na korake proti bolezni.

### Stroški
Globalni ekonomski stroški zunajbolnišnične pljučnice po oceni znašajo 17 milijard dolarjev letno. Druge ocene so precej višje. V letu 2012 so v ZDA skupni stroški za zdravljenje pljučnice po oceni znašali 20 milijard dolarjev;  stroški hospitalizacije na osebo (mediana) znašajo več kot 15.000 dolarjev. Po podatkih, ki so jih objavili centri za zdravstvene storitve, so v ZDA leta 2012 stroški za stacionarno zdravljenje nezapletene pljučnice znašali povprečno 24.549, v skrajnih primerih pa tudi 124,000 dolarjev. Povprečni strošek za posvet na urgenci je za pljučnico znašal 943, za zdravila 66 dolarjev. Skupni letni stroški za zdravljenje pljučnice v Evropi so po ocenah znašali 10 milijard €.